# Премия Томалла
Премия Томалла (англ. The Tomalla Prize) — международная награда за выдающиеся достижения в общей теории относительности и гравитации, присуждаемая Tomalla Foundation примерно раз в три года.  Награда включает в себя денежную премию (100 тысяч швейцарских франков в 2008 году) . Среди награждённых 4 лауреата Нобелевской премии.

## Лауреаты
- 1981:     Субраманьян Чандрасекар
- 1984:  Андрей Дмитриевич Сахаров
- 1987:   Джозеф Хотон Тейлор
- 1993:    Аллан Рекс Сэндидж
- 1996: Вернер Израэль
- 2000: Gustav Andreas Tammann[англ.]
- 2003:     Джим Пиблс
- 2008:  Димитриос Христодулу
- 2009:  Вячеслав Фёдорович Муханов,   Алексей Александрович Старобинский
- 2013: Скотт Тремейн[англ.]
- 2016:      Кип Торн